# Warren Simpson
Warren Simpson, födelseår okänt, död 1980, var en australiensisk professionell snookerspelare.
Simpson vann de australiensiska amatörmästerskapen 1953 och 1957. År 1963 hade han blivit professionell och vann de australiensiska proffsmästerskapen. Han upprepade segern 1968 och blev därmed den ende som bröt en mer än tjugo år lång dominans av Eddie Charlton.
Sin största framgång nådde Simpson i VM 1971, då han gick till final. Turneringen spelades i hans hemland Australien, och Simpson gick som en av fyra finalister vidare från det nio man starka gruppspelet. Övriga semifinalister var de betydligt mer meriterade Ray Reardon, John Spencer och Eddie Charlton. Simpson väntades inte ha stora chanser mot Charlton i semifinalen, men han vann med 27-22. I finalen hade han dock inte mycket att sätta emot Spencer, som var i sitt livs form, och vann 37-29.
Simpson deltog i några ytterligare VM-turneringar på 1970-talet, men gjorde ganska få resor till England där de flesta stora tävlingar hölls. Istället försörjde han sig på uppvisningsmatcher på klubbar hemma i Australien, framför allt City Tatts hemma i Sydney. Simpson hade en snabb spelstil, och pratade ofta mycket medan han spelade, vilket gjorde honom populär att titta på.
Simpson led av diabetes och dog 1980 i komplikationer till följd av sjukdomen.